# Lachapelle-sous-Chaux
Lachapelle-sous-Chaux è un comune francese di 714 abitanti situato nel dipartimento del Territorio di Belfort nella regione della Borgogna-Franca Contea. Fa parte della Comunità di comuni dell'alta Savoureuse.
La cittadina, situata ad alcuni chilometri dai piedi dei Vosgi meridionali, si è sviluppata soprattutto dopo gli anni sessanta, quando l'automobile ha permesso a persone che lavorano a Belfort di vivere nei dintorni della città. Il suo ambiente naturale, oltre alla vicinanza a Belfort, ha permesso a Lachapelle-sous-Chaux di attirare numerosi abitanti. Aveva 625 abitanti nel 1999, aumentati di una cinquantina in questi ultimi anni.
Il nome della cittadina è citato per la prima volta nel 1347, quando faceva parte della Signoria di Rosemont. La chiesa di Saint-Vincent è stata costruita poco prima del 1780.
Il 1º luglio 1883 fu inaugurata la linea ferroviaria locale Belfort-Giromagny, passante per le vicinanze della cittadina di Lachapelle. La linea, chiusa nel 1938 al traffico passeggeri, è ancora attiva per il traffico merci.
L'aerodromo situato tra Chaux, Sermamagny e Lachapelle fu pianificato durante la prima guerra mondiale.

## Società

### Evoluzione demografica
Abitanti censiti

## Infrastrutture e trasporti
- Aeroporto di Belfort Chaux.